# 키프로스 음절문자

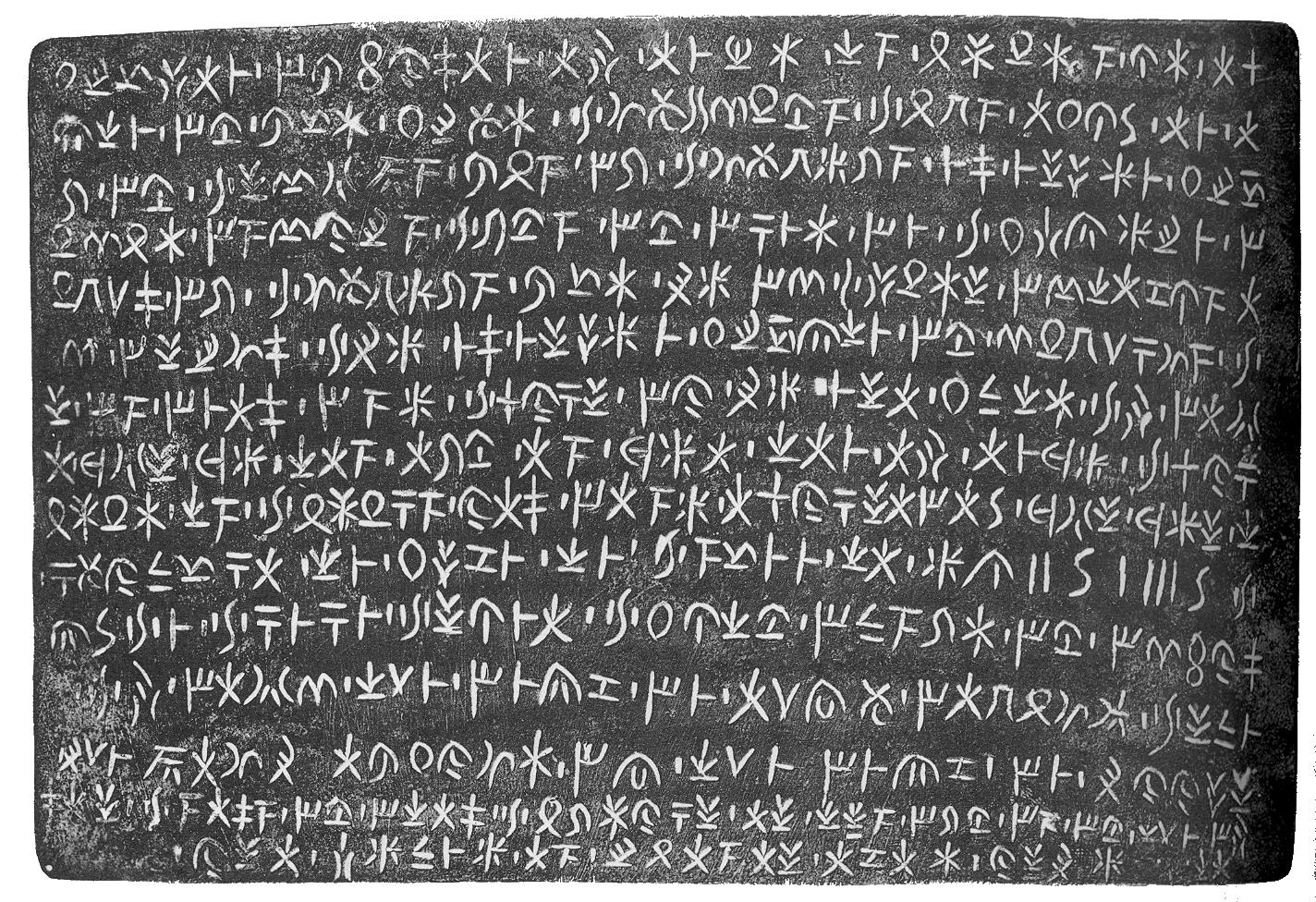
기원전 5세기 키프로스 이달리온에서 만들어진 이달리온 청동판을 베낀 그림.

키프로스 음절문자는 기원전 11세기부터 4세기까지 철기 시대 키프로스에서 쓰였던 음절문자이다. 기원전 4세기에 살라미스의 왕 에우아고라스에 의해 그리스 문자로 대체되었다. 선문자 A의 변종이나 후손으로 여겨지는 키프로스-미노스 음절문자의 후손이다. 키프로스 음절문자로 적힌 글은 대부분 고대 그리스어의 아르카디아-키프로스 방언으로 되어 있고, 아마토우스에서는 그리스어와 에테오키프로스어의 두 가지 언어로 된 새김글 하나가 발견되기도 했다.

## 기원
키프로스 음절문자는 선문자 B와 미노아 문자에서 기원했음이 알려져 있다. 가장 큰 변화는 선문자 A에 흔히 나타나고 상당한 비중을 차지했던 표어글자들이 사라진 것이다. 키프로스 음절문자로 된 가장 오래된 글은 점토판에 새긴 것이다. 쐐기문자의 발달 과정에서처럼 각각의 기호는 곧 단순한 선들의 조합으로 변했다. 이는 습관적인 사용으로 인한 변화로 보이고, 무역을 통해 셈족으로부터 영향을 받았다는 증거는 없다.

## 구조
키프로스 음절문자의 구조는 선문자 B와 아주 비슷하다. 두 문자의 기원과 나타내는 언어가 같기 때문이다. (서로 다른 방언을 나타내기는 한다.) 키프로스 음절문자에는 56개의 글자가 있다. 각 글자는 대체로 ka, ke, ki, ko, ku 등 하나의 음절을 나타내므로, 키프로스 문자는 음절문자로 분류된다. 나아가 각 글자가 폐음절(CVC)이 아닌 개음절(CV)를 나타내기 때문에 ‘개음절문자’로 분류할 수 있다.
|             | -a | -e | -i | -o | -u |
| ----------- | -- | -- | -- | -- | -- |
|             | 𐠀  | 𐠁  | 𐠂  | 𐠃  | 𐠄  |
| w-          | 𐠲  | 𐠳  | 𐠴  | 𐠵  |    |
| z-          | 𐠼  |    |    | 𐠿  |    |
| j-          | 𐠅  | 𐠆  |    | 𐠈  |    |
| k-, g-, kh- | 𐠊  | 𐠋  | 𐠌  | 𐠍  | 𐠎  |
| l-          | 𐠏  | 𐠐  | 𐠑  | 𐠒  | 𐠓  |
| m-          | 𐠔  | 𐠕  | 𐠖  | 𐠗  | 𐠘  |
| n-          | 𐠙  | 𐠚  | 𐠛  | 𐠜  | 𐠝  |
| ks-         | 𐠷  | 𐠸  |    |    |    |
| p-, b-, ph- | 𐠞  | 𐠟  | 𐠠  | 𐠡  | 𐠢  |
| r-          | 𐠣  | 𐠤  | 𐠥  | 𐠦  | 𐠧  |
| s-          | 𐠨  | 𐠩  | 𐠪  | 𐠫  | 𐠬  |
| t-, d-, th- | 𐠭  | 𐠮  | 𐠯  | 𐠰  | 𐠱  |

### 선문자 B와의 비교
키프로스 음절문자와 선문자 B의 주된 차이는 음절문자의 구조보다는 글자의 사용에 있다. 키프로스 음절문자에서 어말 자음은 모음 e를 붙여 나타낸다. 예를 들어 어말 n, s, r은 각각 ne, se, re에 대응하는 글자로 적는다. 반면 선문자 B는 음절말 자음을 표기하지 않는다. 키프로스 음절문자는 ae, au, eu, ei 따위의 이중모음을 두 개의 모음 글자로 적는데, 선문자 B는 간혹 이중모음을 하나의 글자로 적기도 한다.
키프로스 음절문자와 선문자 B는 모두 자음이 연달아 나오면 사이사이에 모음이 있는 것처럼 나타내었고, 다른 자음 앞에 오는 비음은 적지 않았다.
선문자 B로 적힌 단어 𐀀𐀵𐀫𐀦 (a-to-ro-qo, 재구된 발음은 *[án.tʰroː.pos])를 키프로스 음절문자로 적힌 𐠀𐠰𐠦𐠡𐠩 (a-to-ro-po-se)와 비교하면 이러한 차이를 알 수 있다. 두 형태는 모두 아티케 그리스어 ἄνθρωπος (ánthrōpos) “사람”과 동근이다.
또다른 차이로, 키프로스 음절문자는 /t/와 /d/를 구분하지 않고 /l/과 /r/은 구분하는데, 선문자 B는 반대로 /t/와 /d/를 구분하지만 /l/과 /r/은 구분하지 않는다.

## 해독

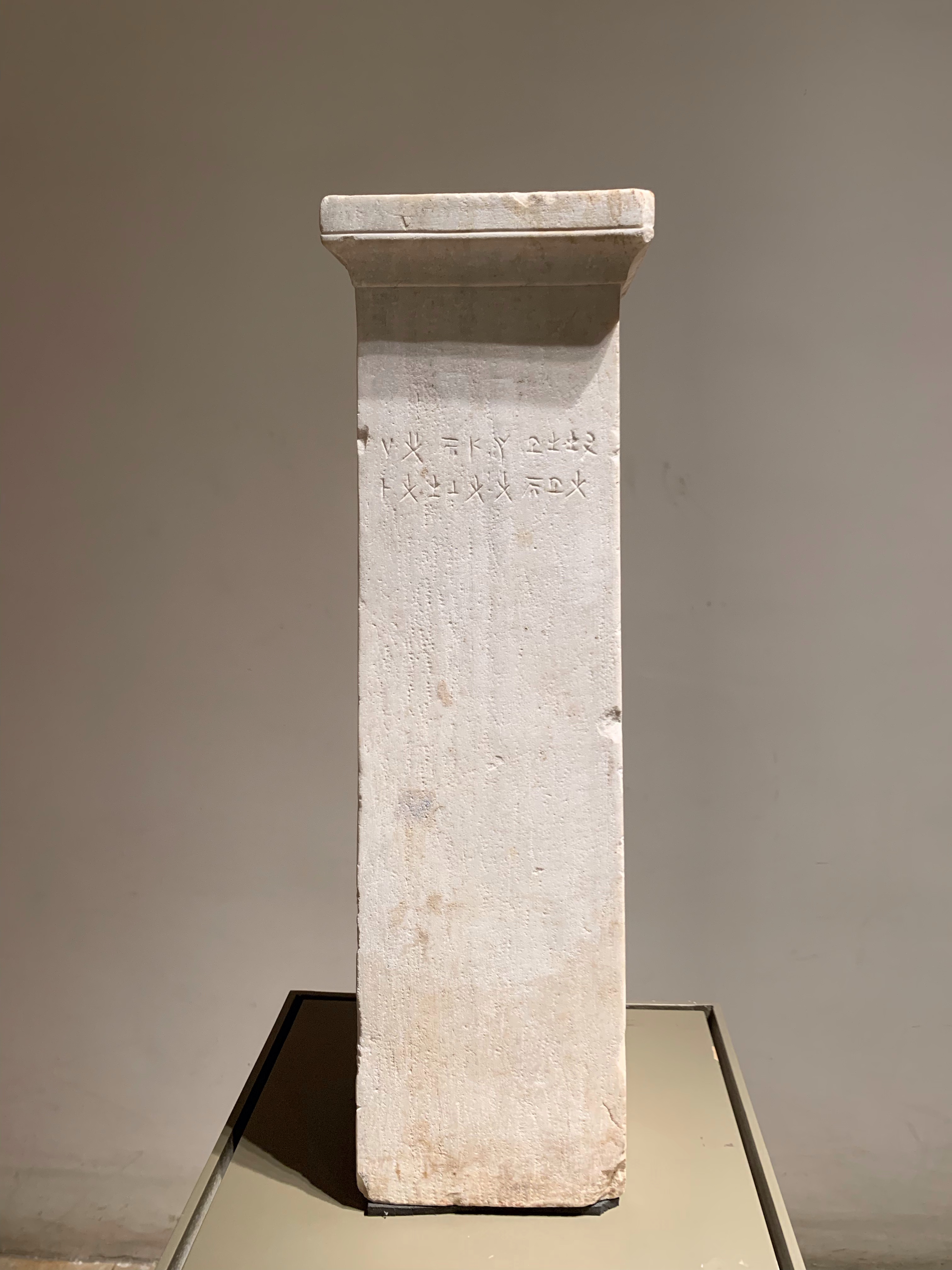
레바논 베이루트 국립 박물관에 전시된 석비

키프로스 문자는 19세기에 아시리아학자 조지 스미스에 의해 해독되었다. 해독은 페니키아어와 키프로스 문자로 나란히 적힌 새김글이 이달리온에서 발견된 덕분에 가능했다. 이집트학자 새뮤얼 버치 (1872), 화폐 연구가 요하네스 브란디스 (1873), 문헌학자 모리츠 슈미트, 빌헬름 데케, 유스투스 지기스문트 (1874)와 방언학자 H. L. 아렌스 (1876)도 해독에 공헌했다.
키프로스 문자 새김글은 다양한 지역에서 모두 1,000개쯤 발견되었지만, 그 길이와 신뢰도는 들쭉날쭉하다. 발견된 새김글 대부분은 기원전 6세기 전후의 것이고 기원전 8세기 이전의 것은 없다. 대부분의 명판은 묘비에서 발견된 것으로 죽은 사람의 이름 말고는 쓸만한 정보가 없다. 봉헌의 뜻을 담은 새김글도 몇 개 발견되었지만 해독에는 별로 도움이 되지 않았다. 제일 중요한 명판은 주로 엔코미와 파포스에서 발견되었다.

## 참고 문헌
- Steele, Philippa M. Syllabic writing in Cyprus and its context. Cambridge University Press, 2013.
- Best, Jan and Fred Woudhuizen (eds.), Ancient Scripts from Crete and Cyprus (Leiden, Brill, 1988).
- Egetmeyer, Markus, Wörterbuch zu den Inschriften im kyprischen Syllabar (Berlin: de Gruyter, 1992).
- Heubeck, Alfred, Schrift (Göttingen: Vandenhoeck & Ruprecht, 1979) 54-64.
- Hintze, Almut, A Lexicon to the Cyprian Syllabic Inscriptions (Hamburg: Buske, 1993).
- Masson, Olivier, and Terence B. Mitford, Les Inscriptions chypriotes syllabiques (Paris: Boccard, 1983).
- Reece, Steve, The Cypriot Syllabaries, in Graham Speake (ed.), Encyclopedia of Greece and the Hellenic Tradition (London: Fitzroy Dearborn, 2000)1587-1588.